# Tour de Bretagne féminin 2019
Le Tour de Bretagne féminin 2019 est la 28e édition de cette course cycliste féminine par étapes. Il a lieu du 5 juin 2019 au 9 juin 2019 et fait partie du calendrier de l'Union cycliste internationale en catégorie 2.2. 
Cette édition est remportée par Audrey Cordon-Ragot, six ans après avoir gagné le Tour de Bretagne féminin 2013.

## Présentation
Après une mise en sommeil en 2017 et 2018, le Tour de Bretagne féminin fait son retour pour sa 28e édition. Jusque-là organisé en juillet, le tour 2019 se déroule début juin pour se positionner en plateforme de préparation en amont des championnats de France, avec quatre étapes en ligne et un contre-la-montre individuel.

### Parcours
Le tour 2019 se court sur les quatre départements de la région Bretagne. Le départ est donné le mercredi 5 juin pour une étape bretillienne entre le Val d'Anast et Goven. Le lendemain se joue, dans le Morbihan, une étape vallonnée entre Plouay et Pontivy. Le vendredi 7 juin, la 3e étape est un contre-la-montre individuel sur les routes de Plédran dans les Côtes-d'Armor. Le tour reste dans le même département le lendemain pour une étape entre Saint-Gouéno et Loudéac. Enfin, le dénouement de la course a lieu le dimanche 9 juin, de Plouguin à Lannilis, sur les "ribinoù" finistériens du Tro Bro Leon.

### Équipes
| Équipes féminines professionnelles (11)- Aromitalia Vaiano - BePink - Biehler Pro Cycling - Bigla - Bizkaia-Durango - Charente-Maritime Women Cycling - Doltcini-Van Eyck Sport - Eneicue - FDJ-Nouvelle Aquitaine-Futuroscope - Sopela - WNT-Rotor Pro Cycling Équipes nationales (4)- France - Grande-Bretagne - Norvège - Russie Équipe féminines amateur (3)- DN Biofrais - UC Vern-sur-Seiche - Breizh Ladies |
| |

## Étapes
| Étape     | Date   | Villes étapes          | type                        | Distance (km) | Vainqueur d'étape | Leader du classement général |
| --------- | ------ | ---------------------- | --------------------------- | ------------- | ----------------- | ---------------------------- |
| 1re étape | 5 juin | Val d'Anast – Goven    |                             | 118,7         | Kirsten Wild      | Kirsten Wild                 |
| 2e étape  | 6 juin | Plouay – Pontivy       |                             | 114           | Kirsten Wild      | Kirsten Wild                 |
| 3e étape  | 7 juin | Plédran – Plédran      | contre-la-montre individuel | 10,5          | Mikayla Harvey    | Audrey Cordon-Ragot          |
| 4e étape  | 8 juin | Saint-Gouéno – Loudéac |                             | 111,6         | Jessica Roberts   | Audrey Cordon-Ragot          |
| 5e étape  | 9 juin | Plouguin – Lannilis    |                             | 103,6         | Jessica Roberts   | Audrey Cordon-Ragot          |

## Résultats et classement

### 1reétape
Après plusieurs tentatives d'échappées infructueuses tout au long de cette première étape pluvieuse au départ du Val d'Anast en Ille-et-Vilaine, le peloton arrive en sprint massif dans la commune de Goven. La néerlandaise Kirsten Wild, sprinteuse de l'équipe WNT-Rotor, s'impose et prend le maillot rose de leader du classement général, devant la britannique Anna Henderson et la danoise Cecilie Uttrup Ludwig.
| \| Classement de l'étape \| Classement de l'étape \| Classement de l'étape \| Classement de l'étape \| Classement de l'étape \| \| Coureuse \| Coureuse \| Pays \| Équipe \| Temps \| \| --------------------- \| ------------------------- \| --------------------- \| ---------------------------------- \| --------------------- \| \| 1re \| Kirsten Wild \| Pays-Bas \| WNT-Rotor Pro Cycling \| 3 h 14 min 42 s \| \| 2e \| Anna Henderson \| Royaume-Uni \| Grande-Bretagne \| + 0 s \| \| 3e \| Cecilie Uttrup Ludwig \| Danemark \| Bigla \| + 0 s \| \| 4e \| Audrey Cordon-Ragot \| France \| France \| + 0 s \| \| 5e \| Clara Copponi \| France \| Bio Frais \| + 2 s \| \| 6e \| Claudia Koster \| Pays-Bas \| WNT-Rotor Pro Cycling \| + 2 s \| \| 7e \| Maria Martins \| Portugal \| Sopela Women's Team \| + 2 s \| \| 8e \| Gyunel Mekhtieva \| Russie \| Russie \| + 2 s \| \| 9e \| Pascale Jeuland-Tranchant \| France \| Doltcini-Van Eyck Sport \| + 2 s \| \| 10e \| Jade Wiel \| France \| FDJ-Nouvelle Aquitaine-Futuroscope \| + 2 s \| |                           |             |                                    |                 |
| |                           |             |                                    |                 |
| Source : ProCyclingStats |                           |             |                                    |                 |
| Classement de l'étape |                           |             |                                    |                 |
| Coureuse | Coureuse                  | Pays        | Équipe                             | Temps           |
| 1re | Kirsten Wild              | Pays-Bas    | WNT-Rotor Pro Cycling              | 3 h 14 min 42 s |
| 2e | Anna Henderson            | Royaume-Uni | Grande-Bretagne                    | + 0 s           |
| 3e | Cecilie Uttrup Ludwig     | Danemark    | Bigla                              | + 0 s           |
| 4e | Audrey Cordon-Ragot       | France      | France                             | + 0 s           |
| 5e | Clara Copponi             | France      | Bio Frais                          | + 2 s           |
| 6e | Claudia Koster            | Pays-Bas    | WNT-Rotor Pro Cycling              | + 2 s           |
| 7e | Maria Martins             | Portugal    | Sopela Women's Team                | + 2 s           |
| 8e | Gyunel Mekhtieva          | Russie      | Russie                             | + 2 s           |
| 9e | Pascale Jeuland-Tranchant | France      | Doltcini-Van Eyck Sport            | + 2 s           |
| 10e | Jade Wiel                 | France      | FDJ-Nouvelle Aquitaine-Futuroscope | + 2 s           |

| \| Classement général \| Classement général \| Classement général \| Classement général \| Classement général \| \| Coureuse \| Coureuse \| Pays \| Équipe \| Temps \| \| ------------------ \| ------------------------- \| ------------------ \| ---------------------------------- \| ------------------ \| \| 1re \| Kirsten Wild \| Pays-Bas \| WNT-Rotor Pro Cycling \| 3 h 14 min 42 s \| \| 2e \| Anna Henderson \| Royaume-Uni \| Grande-Bretagne \| + 0 s \| \| 3e \| Cecilie Uttrup Ludwig \| Danemark \| Bigla \| + 0 s \| \| 4e \| Audrey Cordon-Ragot \| France \| France \| + 0 s \| \| 5e \| Clara Copponi \| France \| Bio Frais \| + 2 s \| \| 6e \| Claudia Koster \| Pays-Bas \| WNT-Rotor Pro Cycling \| + 2 s \| \| 7e \| Maria Martins \| Portugal \| Sopela Women's Team \| + 2 s \| \| 8e \| Gyunel Mekhtieva \| Russie \| Russie \| + 2 s \| \| 9e \| Pascale Jeuland-Tranchant \| France \| Doltcini-Van Eyck Sport \| + 2 s \| \| 10e \| Jade Wiel \| France \| FDJ-Nouvelle Aquitaine-Futuroscope \| + 2 s \| |                           |             |                                    |                 |
| |                           |             |                                    |                 |
| Source : ProCyclingStats |                           |             |                                    |                 |
| Classement général |                           |             |                                    |                 |
| Coureuse | Coureuse                  | Pays        | Équipe                             | Temps           |
| 1re | Kirsten Wild              | Pays-Bas    | WNT-Rotor Pro Cycling              | 3 h 14 min 42 s |
| 2e | Anna Henderson            | Royaume-Uni | Grande-Bretagne                    | + 0 s           |
| 3e | Cecilie Uttrup Ludwig     | Danemark    | Bigla                              | + 0 s           |
| 4e | Audrey Cordon-Ragot       | France      | France                             | + 0 s           |
| 5e | Clara Copponi             | France      | Bio Frais                          | + 2 s           |
| 6e | Claudia Koster            | Pays-Bas    | WNT-Rotor Pro Cycling              | + 2 s           |
| 7e | Maria Martins             | Portugal    | Sopela Women's Team                | + 2 s           |
| 8e | Gyunel Mekhtieva          | Russie      | Russie                             | + 2 s           |
| 9e | Pascale Jeuland-Tranchant | France      | Doltcini-Van Eyck Sport            | + 2 s           |
| 10e | Jade Wiel                 | France      | FDJ-Nouvelle Aquitaine-Futuroscope | + 2 s           |

### 2eétape
Au terme de la deuxième étape sur les routes du Morbihan, Kirsten Wild s'impose à nouveau au sprint, et consolide ainsi son maillot rose. La britannique Anna Henderson termine une nouvelle fois à la seconde place, et la française Clara Copponi complète le podium.
| \| Classement de l'étape \| Classement de l'étape \| Classement de l'étape \| Classement de l'étape \| Classement de l'étape \| \| Coureuse \| Coureuse \| Pays \| Équipe \| Temps \| \| --------------------- \| --------------------- \| --------------------- \| ---------------------------------- \| --------------------- \| \| 1re \| Kirsten Wild \| Pays-Bas \| WNT-Rotor Pro Cycling \| 3 h 05 min 29 s \| \| 2e \| Anna Henderson \| Royaume-Uni \| Grande-Bretagne \| + 0 s \| \| 3e \| Clara Copponi \| France \| Bio Frais \| + 0 s \| \| 4e \| Cecilie Uttrup Ludwig \| Danemark \| Bigla \| + 0 s \| \| 5e \| Marie Le Net \| France \| FDJ-Nouvelle Aquitaine-Futuroscope \| + 0 s \| \| 6e \| Lauren Dolan \| Royaume-Uni \| Grande-Bretagne \| + 0 s \| \| 7e \| Audrey Cordon-Ragot \| France \| France \| + 0 s \| \| 8e \| Claudia Koster \| Pays-Bas \| WNT-Rotor Pro Cycling \| + 0 s \| \| 9e \| Juliette Labous \| France \| France \| + 0 s \| \| 10e \| Jade Wiel \| France \| FDJ-Nouvelle Aquitaine-Futuroscope \| + 0 s \| |                       |             |                                    |                 |
| |                       |             |                                    |                 |
| Source : ProCyclingStats |                       |             |                                    |                 |
| Classement de l'étape |                       |             |                                    |                 |
| Coureuse | Coureuse              | Pays        | Équipe                             | Temps           |
| 1re | Kirsten Wild          | Pays-Bas    | WNT-Rotor Pro Cycling              | 3 h 05 min 29 s |
| 2e | Anna Henderson        | Royaume-Uni | Grande-Bretagne                    | + 0 s           |
| 3e | Clara Copponi         | France      | Bio Frais                          | + 0 s           |
| 4e | Cecilie Uttrup Ludwig | Danemark    | Bigla                              | + 0 s           |
| 5e | Marie Le Net          | France      | FDJ-Nouvelle Aquitaine-Futuroscope | + 0 s           |
| 6e | Lauren Dolan          | Royaume-Uni | Grande-Bretagne                    | + 0 s           |
| 7e | Audrey Cordon-Ragot   | France      | France                             | + 0 s           |
| 8e | Claudia Koster        | Pays-Bas    | WNT-Rotor Pro Cycling              | + 0 s           |
| 9e | Juliette Labous       | France      | France                             | + 0 s           |
| 10e | Jade Wiel             | France      | FDJ-Nouvelle Aquitaine-Futuroscope | + 0 s           |

| \| Classement général \| Classement général \| Classement général \| Classement général \| Classement général \| \| Coureuse \| Coureuse \| Pays \| Équipe \| Temps \| \| ------------------ \| --------------------- \| ------------------ \| ---------------------------------- \| ------------------ \| \| 1re \| Kirsten Wild \| Pays-Bas \| WNT-Rotor Pro Cycling \| 6 h 20 min 11 s \| \| 2e \| Anna Henderson \| Royaume-Uni \| Grande-Bretagne \| + 8 s \| \| 3e \| Cecilie Uttrup Ludwig \| Danemark \| Bigla \| + 16 s \| \| 4e \| Clara Copponi \| France \| Bio Frais \| + 18 s \| \| 5e \| Audrey Cordon-Ragot \| France \| France \| + 20 s \| \| 6e \| Claudia Koster \| Pays-Bas \| WNT-Rotor Pro Cycling \| + 22 s \| \| 7e \| Marie Le Net \| France \| FDJ-Nouvelle Aquitaine-Futuroscope \| + 22 s \| \| 8e \| Jade Wiel \| France \| FDJ-Nouvelle Aquitaine-Futuroscope \| + 22 s \| \| 9e \| Stine Borgli \| Norvège \| Norvège \| + 22 s \| \| 10e \| Séverine Eraud \| France \| Doltcini-Van Eyck Sport \| + 22 s \| |                       |             |                                    |                 |
| |                       |             |                                    |                 |
| Source : ProCyclingStats |                       |             |                                    |                 |
| Classement général |                       |             |                                    |                 |
| Coureuse | Coureuse              | Pays        | Équipe                             | Temps           |
| 1re | Kirsten Wild          | Pays-Bas    | WNT-Rotor Pro Cycling              | 6 h 20 min 11 s |
| 2e | Anna Henderson        | Royaume-Uni | Grande-Bretagne                    | + 8 s           |
| 3e | Cecilie Uttrup Ludwig | Danemark    | Bigla                              | + 16 s          |
| 4e | Clara Copponi         | France      | Bio Frais                          | + 18 s          |
| 5e | Audrey Cordon-Ragot   | France      | France                             | + 20 s          |
| 6e | Claudia Koster        | Pays-Bas    | WNT-Rotor Pro Cycling              | + 22 s          |
| 7e | Marie Le Net          | France      | FDJ-Nouvelle Aquitaine-Futuroscope | + 22 s          |
| 8e | Jade Wiel             | France      | FDJ-Nouvelle Aquitaine-Futuroscope | + 22 s          |
| 9e | Stine Borgli          | Norvège     | Norvège                            | + 22 s          |
| 10e | Séverine Eraud        | France      | Doltcini-Van Eyck Sport            | + 22 s          |

### 3eétape
Le contre-la-montre de ce Tour de Bretagne se déroule autour de la commune de Plédran dans des conditions météorologiques difficiles. La coureuse néo-zélandaise de l'équipe Bigla Mikayla Harvey réalise le meilleur temps, quelques secondes devant les Françaises Audrey Cordon-Ragot et Juliette Labous. Cordon-Ragot s'empare de la première place du classement général, et Labous prend la première place du classement des meilleures jeunes.
| \| Classement de l'étape \| Classement de l'étape \| Classement de l'étape \| Classement de l'étape \| Classement de l'étape \| \| Coureuse \| Coureuse \| Pays \| Équipe \| Temps \| \| --------------------- \| --------------------- \| --------------------- \| ---------------------------------- \| --------------------- \| \| 1re \| Mikayla Harvey \| Nouvelle-Zélande \| Bigla \| 15 min 40 s \| \| 2e \| Audrey Cordon-Ragot \| France \| France \| + 4 s \| \| 3e \| Juliette Labous \| France \| France \| + 5 s \| \| 4e \| Séverine Eraud \| France \| Doltcini-Van Eyck Sport \| + 13 s \| \| 5e \| Claudia Koster \| Pays-Bas \| WNT-Rotor Pro Cycling \| + 14 s \| \| 6e \| Cecilie Uttrup Ludwig \| Danemark \| Bigla \| + 17 s \| \| 7e \| Clara Koppenburg \| Allemagne \| WNT-Rotor Pro Cycling \| + 18 s \| \| 8e \| Lauren Dolan \| Royaume-Uni \| Grande-Bretagne \| + 21 s \| \| 9e \| Marie Le Net \| France \| FDJ-Nouvelle Aquitaine-Futuroscope \| + 23 s \| \| 10e \| Shara Marche \| Australie \| FDJ-Nouvelle Aquitaine-Futuroscope \| + 32 s \| |                       |                  |                                    |             |
| |                       |                  |                                    |             |
| Source : ProCyclingStats |                       |                  |                                    |             |
| Classement de l'étape |                       |                  |                                    |             |
| Coureuse | Coureuse              | Pays             | Équipe                             | Temps       |
| 1re | Mikayla Harvey        | Nouvelle-Zélande | Bigla                              | 15 min 40 s |
| 2e | Audrey Cordon-Ragot   | France           | France                             | + 4 s       |
| 3e | Juliette Labous       | France           | France                             | + 5 s       |
| 4e | Séverine Eraud        | France           | Doltcini-Van Eyck Sport            | + 13 s      |
| 5e | Claudia Koster        | Pays-Bas         | WNT-Rotor Pro Cycling              | + 14 s      |
| 6e | Cecilie Uttrup Ludwig | Danemark         | Bigla                              | + 17 s      |
| 7e | Clara Koppenburg      | Allemagne        | WNT-Rotor Pro Cycling              | + 18 s      |
| 8e | Lauren Dolan          | Royaume-Uni      | Grande-Bretagne                    | + 21 s      |
| 9e | Marie Le Net          | France           | FDJ-Nouvelle Aquitaine-Futuroscope | + 23 s      |
| 10e | Shara Marche          | Australie        | FDJ-Nouvelle Aquitaine-Futuroscope | + 32 s      |

| \| Classement général \| Classement général \| Classement général \| Classement général \| Classement général \| \| Coureuse \| Coureuse \| Pays \| Équipe \| Temps \| \| ------------------ \| --------------------- \| ------------------ \| ---------------------------------- \| ------------------ \| \| 1re \| Audrey Cordon-Ragot \| France \| France \| 6 h 35 min 55 s \| \| 2e \| Juliette Labous \| France \| France \| + 3 s \| \| 3e \| Cecilie Uttrup Ludwig \| Danemark \| Bigla \| + 9 s \| \| 4e \| Séverine Eraud \| France \| Doltcini-Van Eyck Sport \| + 11 s \| \| 5e \| Claudia Koster \| Pays-Bas \| WNT-Rotor Pro Cycling \| + 12 s \| \| 6e \| Clara Koppenburg \| Allemagne \| WNT-Rotor Pro Cycling \| + 16 s \| \| 7e \| Kirsten Wild \| Pays-Bas \| WNT-Rotor Pro Cycling \| + 17 s \| \| 8e \| Lauren Dolan \| Royaume-Uni \| Grande-Bretagne \| + 19 s \| \| 9e \| Marie Le Net \| France \| FDJ-Nouvelle Aquitaine-Futuroscope \| + 21 s \| \| 10e \| Shara Marche \| Australie \| FDJ-Nouvelle Aquitaine-Futuroscope \| + 30 s \| |                       |             |                                    |                 |
| |                       |             |                                    |                 |
| Source : ProCyclingStats |                       |             |                                    |                 |
| Classement général |                       |             |                                    |                 |
| Coureuse | Coureuse              | Pays        | Équipe                             | Temps           |
| 1re | Audrey Cordon-Ragot   | France      | France                             | 6 h 35 min 55 s |
| 2e | Juliette Labous       | France      | France                             | + 3 s           |
| 3e | Cecilie Uttrup Ludwig | Danemark    | Bigla                              | + 9 s           |
| 4e | Séverine Eraud        | France      | Doltcini-Van Eyck Sport            | + 11 s          |
| 5e | Claudia Koster        | Pays-Bas    | WNT-Rotor Pro Cycling              | + 12 s          |
| 6e | Clara Koppenburg      | Allemagne   | WNT-Rotor Pro Cycling              | + 16 s          |
| 7e | Kirsten Wild          | Pays-Bas    | WNT-Rotor Pro Cycling              | + 17 s          |
| 8e | Lauren Dolan          | Royaume-Uni | Grande-Bretagne                    | + 19 s          |
| 9e | Marie Le Net          | France      | FDJ-Nouvelle Aquitaine-Futuroscope | + 21 s          |
| 10e | Shara Marche          | Australie   | FDJ-Nouvelle Aquitaine-Futuroscope | + 30 s          |

### 4eétape
La quatrième étape, entre Saint-Gouéno et Loudéac dans les Côtes-d'Armor, se termine en sprint massif. Il est remporté par Jessica Roberts, représentante de la sélection nationale de Grande-Bretagne, devant la gagnante des deux premières étapes Kirsten Wild, et Clara Copponi. Audrey Cordon-Ragot reste à la première place du classement général.
| \| Classement de l'étape \| Classement de l'étape \| Classement de l'étape \| Classement de l'étape \| Classement de l'étape \| \| Coureuse \| Coureuse \| Pays \| Équipe \| Temps \| \| --------------------- \| ------------------------- \| --------------------- \| ----------------------- \| --------------------- \| \| 1re \| Jessica Roberts \| Royaume-Uni \| Grande-Bretagne \| 3 h 13 min 21 s \| \| 2e \| Kirsten Wild \| Pays-Bas \| WNT-Rotor Pro Cycling \| + 0 s \| \| 3e \| Clara Copponi \| France \| Bio Frais \| + 0 s \| \| 4e \| Maria Martins \| Portugal \| Sopela Women's Team \| + 0 s \| \| 5e \| Pascale Jeuland-Tranchant \| France \| Doltcini-Van Eyck Sport \| + 0 s \| \| 6e \| Claudia Koster \| Pays-Bas \| WNT-Rotor Pro Cycling \| + 0 s \| \| 7e \| Lauren Dolan \| Royaume-Uni \| Grande-Bretagne \| + 0 s \| \| 8e \| Cecilie Uttrup Ludwig \| Danemark \| Bigla \| + 0 s \| \| 9e \| Rasa Leleivytė \| Lituanie \| Aromitalia Vaiano \| + 0 s \| \| 10e \| Emilie Moberg \| Norvège \| Norvège \| + 0 s \| |                           |             |                         |                 |
| |                           |             |                         |                 |
| Source : ProCyclingStats |                           |             |                         |                 |
| Classement de l'étape |                           |             |                         |                 |
| Coureuse | Coureuse                  | Pays        | Équipe                  | Temps           |
| 1re | Jessica Roberts           | Royaume-Uni | Grande-Bretagne         | 3 h 13 min 21 s |
| 2e | Kirsten Wild              | Pays-Bas    | WNT-Rotor Pro Cycling   | + 0 s           |
| 3e | Clara Copponi             | France      | Bio Frais               | + 0 s           |
| 4e | Maria Martins             | Portugal    | Sopela Women's Team     | + 0 s           |
| 5e | Pascale Jeuland-Tranchant | France      | Doltcini-Van Eyck Sport | + 0 s           |
| 6e | Claudia Koster            | Pays-Bas    | WNT-Rotor Pro Cycling   | + 0 s           |
| 7e | Lauren Dolan              | Royaume-Uni | Grande-Bretagne         | + 0 s           |
| 8e | Cecilie Uttrup Ludwig     | Danemark    | Bigla                   | + 0 s           |
| 9e | Rasa Leleivytė            | Lituanie    | Aromitalia Vaiano       | + 0 s           |
| 10e | Emilie Moberg             | Norvège     | Norvège                 | + 0 s           |

| \| Classement général \| Classement général \| Classement général \| Classement général \| Classement général \| \| Coureuse \| Coureuse \| Pays \| Équipe \| Temps \| \| ------------------ \| --------------------- \| ------------------ \| ---------------------------------- \| ------------------ \| \| 1re \| Audrey Cordon-Ragot \| France \| France \| 9 h 49 min 16 s \| \| 2e \| Juliette Labous \| France \| France \| + 8 s \| \| 3e \| Cecilie Uttrup Ludwig \| Danemark \| Bigla \| + 9 s \| \| 4e \| Kirsten Wild \| Pays-Bas \| WNT-Rotor Pro Cycling \| + 11 s \| \| 5e \| Claudia Koster \| Pays-Bas \| WNT-Rotor Pro Cycling \| + 12 s \| \| 6e \| Séverine Eraud \| France \| Doltcini-Van Eyck Sport \| + 16 s \| \| 7e \| Lauren Dolan \| Royaume-Uni \| Grande-Bretagne \| + 19 s \| \| 8e \| Clara Koppenburg \| Allemagne \| WNT-Rotor Pro Cycling \| + 21 s \| \| 9e \| Marie Le Net \| France \| FDJ-Nouvelle Aquitaine-Futuroscope \| + 26 s \| \| 10e \| Shara Marche \| Australie \| FDJ-Nouvelle Aquitaine-Futuroscope \| + 35 s \| |                       |             |                                    |                 |
| |                       |             |                                    |                 |
| Source : ProCyclingStats |                       |             |                                    |                 |
| Classement général |                       |             |                                    |                 |
| Coureuse | Coureuse              | Pays        | Équipe                             | Temps           |
| 1re | Audrey Cordon-Ragot   | France      | France                             | 9 h 49 min 16 s |
| 2e | Juliette Labous       | France      | France                             | + 8 s           |
| 3e | Cecilie Uttrup Ludwig | Danemark    | Bigla                              | + 9 s           |
| 4e | Kirsten Wild          | Pays-Bas    | WNT-Rotor Pro Cycling              | + 11 s          |
| 5e | Claudia Koster        | Pays-Bas    | WNT-Rotor Pro Cycling              | + 12 s          |
| 6e | Séverine Eraud        | France      | Doltcini-Van Eyck Sport            | + 16 s          |
| 7e | Lauren Dolan          | Royaume-Uni | Grande-Bretagne                    | + 19 s          |
| 8e | Clara Koppenburg      | Allemagne   | WNT-Rotor Pro Cycling              | + 21 s          |
| 9e | Marie Le Net          | France      | FDJ-Nouvelle Aquitaine-Futuroscope | + 26 s          |
| 10e | Shara Marche          | Australie   | FDJ-Nouvelle Aquitaine-Futuroscope | + 35 s          |

### 5eétape
Après la chute de deux coureuses et la neutralisation de la course pendant un quart d'heure, la Britannique Jessica Roberts a remporté cette cinquième étape sur les routes du Tro Bro Leon au terme de plusieurs tours de circuit en solitaire. La Bretonne Audrey Cordon-Ragot reste à la première place du classement général et inscrit ainsi son nom au palmarès du Tour de Bretagne féminin pour la seconde fois.
| \| Classement de l'étape \| Classement de l'étape \| Classement de l'étape \| Classement de l'étape \| Classement de l'étape \| \| Coureuse \| Coureuse \| Pays \| Équipe \| Temps \| \| --------------------- \| --------------------- \| --------------------- \| ---------------------------------- \| --------------------- \| \| 1re \| Jessica Roberts \| Royaume-Uni \| Grande-Bretagne \| 3 h 12 min 01 s \| \| 2e \| Kirsten Wild \| Pays-Bas \| WNT-Rotor Pro Cycling \| + 39 s \| \| 3e \| Maria Martins \| Portugal \| Sopela Women's Team \| + 39 s \| \| 4e \| Ziortza Isasi \| Espagne \| Eneicue \| + 39 s \| \| 5e \| Jade Wiel \| France \| FDJ-Nouvelle Aquitaine-Futuroscope \| + 39 s \| \| 6e \| Stine Borgli \| Norvège \| Norvège \| + 39 s \| \| 7e \| Simona Frapporti \| Italie \| Bepink \| + 39 s \| \| 8e \| Audrey Cordon-Ragot \| France \| France \| + 39 s \| \| 9e \| Lucie Lahaye \| France \| Charente-Maritime Women Cycling \| + 39 s \| \| 10e \| Séverine Eraud \| France \| Doltcini-Van Eyck Sport \| + 39 s \| |                     |             |                                    |                 |
| |                     |             |                                    |                 |
| Source : ProCyclingStats |                     |             |                                    |                 |
| Classement de l'étape |                     |             |                                    |                 |
| Coureuse | Coureuse            | Pays        | Équipe                             | Temps           |
| 1re | Jessica Roberts     | Royaume-Uni | Grande-Bretagne                    | 3 h 12 min 01 s |
| 2e | Kirsten Wild        | Pays-Bas    | WNT-Rotor Pro Cycling              | + 39 s          |
| 3e | Maria Martins       | Portugal    | Sopela Women's Team                | + 39 s          |
| 4e | Ziortza Isasi       | Espagne     | Eneicue                            | + 39 s          |
| 5e | Jade Wiel           | France      | FDJ-Nouvelle Aquitaine-Futuroscope | + 39 s          |
| 6e | Stine Borgli        | Norvège     | Norvège                            | + 39 s          |
| 7e | Simona Frapporti    | Italie      | Bepink                             | + 39 s          |
| 8e | Audrey Cordon-Ragot | France      | France                             | + 39 s          |
| 9e | Lucie Lahaye        | France      | Charente-Maritime Women Cycling    | + 39 s          |
| 10e | Séverine Eraud      | France      | Doltcini-Van Eyck Sport            | + 39 s          |

## Classements finals

### Classement général
| \| Classement général \| Classement général \| Classement général \| Classement général \| Classement général \| \| Coureuse \| Coureuse \| Pays \| Équipe \| Temps \| \| ------------------ \| --------------------- \| ------------------ \| ---------------------------------- \| ------------------ \| \| 1re \| Audrey Cordon-Ragot \| France \| France \| 13 h 01 min 56 s \| \| 2e \| Kirsten Wild \| Pays-Bas \| WNT-Rotor Pro Cycling \| + 5 s \| \| 3e \| Juliette Labous \| France \| France \| + 8 s \| \| 4e \| Cecilie Uttrup Ludwig \| Danemark \| Bigla \| + 9 s \| \| 5e \| Jessica Roberts \| Royaume-Uni \| Grande-Bretagne \| + 12 s \| \| 6e \| Séverine Eraud \| France \| Doltcini-Van Eyck Sport \| + 16 s \| \| 7e \| Clara Koppenburg \| Allemagne \| WNT-Rotor Pro Cycling \| + 21 s \| \| 8e \| Marie Le Net \| France \| FDJ-Nouvelle Aquitaine-Futuroscope \| + 26 s \| \| 9e \| Shara Marche \| Australie \| FDJ-Nouvelle Aquitaine-Futuroscope \| + 35 s \| \| 10e \| Clara Copponi \| France \| Bio Frais \| + 49 s \| |                       |             |                                    |                  |
| |                       |             |                                    |                  |
| Source : ProCyclingStats |                       |             |                                    |                  |
| Classement général |                       |             |                                    |                  |
| Coureuse | Coureuse              | Pays        | Équipe                             | Temps            |
| 1re | Audrey Cordon-Ragot   | France      | France                             | 13 h 01 min 56 s |
| 2e | Kirsten Wild          | Pays-Bas    | WNT-Rotor Pro Cycling              | + 5 s            |
| 3e | Juliette Labous       | France      | France                             | + 8 s            |
| 4e | Cecilie Uttrup Ludwig | Danemark    | Bigla                              | + 9 s            |
| 5e | Jessica Roberts       | Royaume-Uni | Grande-Bretagne                    | + 12 s           |
| 6e | Séverine Eraud        | France      | Doltcini-Van Eyck Sport            | + 16 s           |
| 7e | Clara Koppenburg      | Allemagne   | WNT-Rotor Pro Cycling              | + 21 s           |
| 8e | Marie Le Net          | France      | FDJ-Nouvelle Aquitaine-Futuroscope | + 26 s           |
| 9e | Shara Marche          | Australie   | FDJ-Nouvelle Aquitaine-Futuroscope | + 35 s           |
| 10e | Clara Copponi         | France      | Bio Frais                          | + 49 s           |

### Points UCI
| Position           | 1er | 2e | 3e | 4e | 5e | 6e | 7e | 8e à 10e |
| Classement général | 40  | 30 | 25 | 20 | 15 | 10 | 5  | 3        |
| Par étape          | 8   | 5  | 3  | 1  |    |    |    |          |
| Leader, par étape  | 1   |    |    |    |    |    |    |          |

### Classements annexes

#### Classement par points
| Classement par points | Classement par points | Classement par points | Classement par points | Classement par points |
| Coureuse              | Coureuse              | Pays                  | Équipe                | Points                |
| --------------------- | --------------------- | --------------------- | --------------------- | --------------------- |
| 1re                   | Kirsten Wild          | Pays-Bas              | WNT-Rotor Pro Cycling | 101 pts               |
| 2e                    | Jessica Roberts       | Royaume-Uni           | Grande-Bretagne       | 54 pts                |
| 3e                    | Anna Henderson        | Royaume-Uni           | Grande-Bretagne       | 54 pts                |
| 4e                    | Audrey Cordon-Ragot   | France                | France                | 45 pts                |
| 5e                    | Cecilie Uttrup Ludwig | Danemark              | Bigla                 | 44 pts                |

#### Classement par équipes
| Classement par équipes | Classement par équipes             | Classement par équipes | Classement par équipes |
| Équipe                 | Équipe                             | Pays                   | Temps                  |
| ---------------------- | ---------------------------------- | ---------------------- | ---------------------- |
| 1re                    | WNT-Rotor Pro Cycling              | Allemagne              | 39 h 06 min 58 s       |
| 2e                     | Bigla                              | Danemark               | + 25 s                 |
| 3e                     | Grande-Bretagne                    | Royaume-Uni            | + 36 s                 |
| 4e                     | FDJ-Nouvelle Aquitaine-Futuroscope | France                 | + 37 s                 |
| 5e                     | Doltcini-Van Eyck Sport            | Belgique               | + 59 s                 |

## Évolution des classements
| Étape              |                             | Vainqueur _     | Classement général  | Classement par points | Meilleure grimpeuse | Meilleure jeune | Meilleure équipe _    | Nationalité         |
| ------------------ | --------------------------- | --------------- | ------------------- | --------------------- | ------------------- | --------------- | --------------------- | ------------------- |
| 1re étape          |                             | Kirsten Wild    | Kirsten Wild        | Kirsten Wild          | Sophie Wright       | Anna Henderson  | WNT-Rotor Pro Cycling | Audrey Cordon-Ragot |
| 2e étape           |                             | Kirsten Wild    | Kirsten Wild        | Kirsten Wild          | Stine Borgli        | Anna Henderson  | WNT-Rotor Pro Cycling | Audrey Cordon-Ragot |
| 3e étape           | contre-la-montre individuel | Mikayla Harvey  | Audrey Cordon-Ragot | Kirsten Wild          | Stine Borgli        | Juliette Labous | Bigla                 | Audrey Cordon-Ragot |
| 4e étape           |                             | Jessica Roberts | Audrey Cordon-Ragot | Kirsten Wild          | Stine Borgli        | Juliette Labous | Bigla                 | Audrey Cordon-Ragot |
| 5e étape           |                             | Jessica Roberts | Audrey Cordon-Ragot | Kirsten Wild          | Stine Borgli        | Juliette Labous | WNT-Rotor Pro Cycling | Audrey Cordon-Ragot |
| Classements finals | Classements finals          |                 | Audrey Cordon-Ragot | Kirsten Wild          | Stine Borgli        | Juliette Labous | WNT-Rotor Pro Cycling | Audrey Cordon-Ragot |

Note : le classement par nationalité est en fait le classement de la meilleure Bretonne.

## Liste des participantes
| France FRA | France FRA                   | France FRA |
| ---------- | ---------------------------- | ---------- |
| Num        | Coureuse                     | Pos        |
| 1          | Audrey Cordon-Ragot (chrono) | 1re        |
| 2          | Emeline Eustache             | 77e        |
| 3          | Marie Gielen                 | 76e        |
| 4          | Juliette Labous              | 3e         |
| 5          | Léna Gérault                 | 38e        |

| Breizh Ladies ___ | Breizh Ladies ___           | Breizh Ladies ___ |
| ----------------- | --------------------------- | ----------------- |
| Num               | Coureuse                    | Pos               |
| 11                | Jeanne Louise Barbier (FRA) | 71e               |
| 12                | Maina Galand (FRA)          | 28e               |
| 13                | Maryanne Hinault (FRA)      | AB-5              |
| 14                | Typhaine Laurance (FRA)     | 67e               |
| 15                | Célia Le Mouël (FRA)        | 24e               |
| 16                | Cédrine Kerbaol (FRA)       | 40e               |

| UC Vern-sur-Seiche ___ | UC Vern-sur-Seiche ___   | UC Vern-sur-Seiche ___ |
| ---------------------- | ------------------------ | ---------------------- |
| Num                    | Coureuse                 | Pos                    |
| 21                     | Lucie Jounier (FRA)      | 73e                    |
| 22                     | Coralie Houdin (FRA)     | 49e                    |
| 23                     | Amandine Fouquenet (FRA) | 74e                    |
| 24                     | Fanny Le Huitouze (FRA)  | AB-4                   |
| 25                     | Gabrielle Rimasson (FRA) | 81e                    |
| 26                     | Lisa Guerin (FRA)        | 80e                    |

| WNT-Rotor Pro Cycling WNT | WNT-Rotor Pro Cycling WNT | WNT-Rotor Pro Cycling WNT |
| ------------------------- | ------------------------- | ------------------------- |
| Num                       | Coureuse                  | Pos                       |
| 31                        | Kirsten Wild (NED)        | 2e                        |
| 32                        | Laura Asencio (FRA)       | 63e                       |
| 33                        | Claudia Koster (NED)      | AB-5                      |
| 34                        | Lara Vieceli (ITA)        | 13e                       |
| 35                        | Clara Koppenburg (GER)    | 7e                        |
| 36                        | Anna Badegruber (AUT)     | 79e                       |

| Bigla BIG | Bigla BIG                            | Bigla BIG |
| --------- | ------------------------------------ | --------- |
| Num       | Coureuse                             | Pos       |
| 41        | Cecilie Uttrup Ludwig (DEN) (chrono) | 4e        |
| 42        | Mikayla Harvey (NZL)                 | 23e       |
| 43        | Nikola Nosková (CZE) (chrono)        | 21e       |
| 44        | Nicole Hanselmann (SUI) (chrono)     | 36e       |
| 45        | Sophie Wright (GBR)                  | AB-5      |

| FDJ-Nouvelle Aquitaine-Futuroscope FDJ | FDJ-Nouvelle Aquitaine-Futuroscope FDJ | FDJ-Nouvelle Aquitaine-Futuroscope FDJ |
| -------------------------------------- | -------------------------------------- | -------------------------------------- |
| Num                                    | Coureuse                               | Pos                                    |
| 51                                     | Coralie Demay (FRA)                    | 69e                                    |
| 52                                     | Shara Marche (AUS)                     | 9e                                     |
| 53                                     | Charlotte Bravard (FRA)                | 26e                                    |
| 54                                     | Marie Le Net (FRA)                     | 8e                                     |
| 55                                     | Évita Muzic (FRA)                      | AB-5                                   |
| 56                                     | Jade Wiel (FRA)                        | 15e                                    |

| Norvège NOR | Norvège NOR                   | Norvège NOR |
| ----------- | ----------------------------- | ----------- |
| Num         | Coureuse                      | Pos         |
| 61          | Stine Borgli                  | 12e         |
| 62          | Julie Meyer Solvang           | 27e         |
| 63          | Emilie Moberg                 | 25e         |
| 64          | Line Marie Gulliksen (chrono) | 52e         |
| 66          | Birgitte Ravndal              | 47e         |

| Doltcini-Van Eyck Sport DVE | Doltcini-Van Eyck Sport DVE          | Doltcini-Van Eyck Sport DVE |
| --------------------------- | ------------------------------------ | --------------------------- |
| Num                         | Coureuse                             | Pos                         |
| 71                          | Pascale Jeuland-Tranchant (FRA)      | AB-5                        |
| 72                          | Marion Sicot (FRA)                   | 17e                         |
| 73                          | Séverine Eraud (FRA)                 | 6e                          |
| 74                          | Jesse Vandenbulcke (BEL)             | AB-5                        |
| 75                          | Saartje Vandenbroucke (BEL)          | AB-5                        |
| 76                          | Daniela Reis (POR) (route et chrono) | 14e                         |

| Aromitalia Vaiano VAI | Aromitalia Vaiano VAI        | Aromitalia Vaiano VAI |
| --------------------- | ---------------------------- | --------------------- |
| Num                   | Coureuse                     | Pos                   |
| 81                    | Rasa Leleivytė (LTU) (route) | 59e                   |
| 82                    | Nicole Nesti (ITA)           | AB-5                  |
| 83                    | Emilia Matteoli (ITA)        | 58e                   |
| 84                    | Sofia Beggin (ITA)           | 68e                   |
| 85                    | Michela Balducci (ITA)       | AB-5                  |
| 86                    | Letizia Borghesi (ITA)       | 29e                   |

| Bepink BPK | Bepink BPK              | Bepink BPK |
| ---------- | ----------------------- | ---------- |
| Num        | Coureuse                | Pos        |
| 91         | Simona Frapporti (ITA)  | 50e        |
| 92         | Chiara Perini (ITA)     | 41e        |
| 93         | Silvia Valsecchi (ITA)  | AB-5       |
| 94         | Vania Canvelli (ITA)    | 78e        |
| 95         | Nicole Steigenga (NED)  | 37e        |
| 96         | Francesca Pattaro (ITA) | 57e        |

| Grande-Bretagne GBR | Grande-Bretagne GBR | Grande-Bretagne GBR |
| ------------------- | ------------------- | ------------------- |
| Num                 | Coureuse            | Pos                 |
| 101                 | Jessica Roberts     | 5e                  |
| 102                 | Anna Docherty       | 72e                 |
| 103                 | Anna Henderson      | 19e                 |
| 104                 | Nicola Juniper      | 11e                 |
| 105                 | Rhona Callander     | 31e                 |
| 106                 | Lauren Dolan        | AB-5                |

| Biehler Pro Cycling BPC | Biehler Pro Cycling BPC     | Biehler Pro Cycling BPC |
| ----------------------- | --------------------------- | ----------------------- |
| Num                     | Coureuse                    | Pos                     |
| 111                     | Natalie van Gogh (NED)      | 30e                     |
| 112                     | Merel Hofman (NED)          | 65e                     |
| 113                     | Melanie Klement (NED)       | AB-2                    |
| 114                     | Laura van Regenmortel (NED) | 46e                     |
| 115                     | Inez Beijer (NED)           | 75e                     |
| 116                     | Phaedra Krol (NED)          | AB-5                    |

| Bizkaia-Durango BDP | Bizkaia-Durango BDP          | Bizkaia-Durango BDP |
| ------------------- | ---------------------------- | ------------------- |
| Num                 | Coureuse                     | Pos                 |
| 121                 | Lucía González (ESP)         | 20e                 |
| 122                 | Ainara Elbusto (ESP)         | 42e                 |
| 123                 | Cristina Martínez (ESP)      | 18e                 |
| 124                 | Natalie Grinczer (GBR)       | 32e                 |
| 125                 | Enara López Gallastegi (ESP) | 16e                 |
| 126                 | Aroa Gorostiza (ESP)         | 45e                 |

| Eneicue EIC | Eneicue EIC           | Eneicue EIC |
| ----------- | --------------------- | ----------- |
| Num         | Coureuse              | Pos         |
| 131         | Ziortza Isasi (ESP)   | 43e         |
| 132         | Paula Sanmartin (ESP) | 34e         |
| 133         | Mayuko Hagiwara (JPN) | AB-1        |
| 134         | Cristina Pujol (ESP)  | 82e         |
| 136         | Varvara Fasoi (GRE)   | 54e         |

| Russie RUS | Russie RUS                  | Russie RUS |
| ---------- | --------------------------- | ---------- |
| Num        | Coureuse                    | Pos        |
| 141        | Polina Kirillova            | 61e        |
| 142        | Margarita Syrodoeva (route) | 62e        |
| 143        | Galina Tchernychova         | 22e        |
| 144        | Gyunel Mekhtieva            | 51e        |
| 145        | Irina Ivanova               | 44e        |
| 146        | Marina Uvarova              | 33e        |

| Charente-Maritime CMW | Charente-Maritime CMW | Charente-Maritime CMW |
| --------------------- | --------------------- | --------------------- |
| Num                   | Coureuse              | Pos                   |
| 151                   | Marine Quiniou (FRA)  | 35e                   |
| 152                   | Pauline Allin (FRA)   | AB-5                  |
| 153                   | Noémie Abgrall (FRA)  | 53e                   |
| 154                   | Manon Minaud (FRA)    | 66e                   |
| 155                   | Lucie Lahaye (FRA)    | AB-5                  |
| 156                   | Gladys Verhulst (FRA) | AB-5                  |

| Sopela Women's Team SWT | Sopela Women's Team SWT     | Sopela Women's Team SWT |
| ----------------------- | --------------------------- | ----------------------- |
| Num                     | Coureuse                    | Pos                     |
| 161                     | Maria Martins (POR)         | 60e                     |
| 162                     | Ariadna Trias (ESP)         | 70e                     |
| 163                     | Mireia Trias (ESP)          | 64e                     |
| 164                     | Amaia Malasetxebarria (ESP) | AB-4                    |
| 165                     | Alexandra Moreno (ESP)      | NP-2                    |
| 166                     | Sofía Rodríguez (ESP)       | NP-2                    |

| Bio Frais ___ | Bio Frais ___          | Bio Frais ___ |
| ------------- | ---------------------- | ------------- |
| Num           | Coureuse               | Pos           |
| 171           | Clara Copponi (FRA)    | 10e           |
| 172           | Camille Devi (FRA)     | AB-5          |
| 173           | Annabel Fisher (GBR)   | 48e           |
| 174           | Valentine Fortin (FRA) | 55e           |
| 175           | Aline Guglielmi (FRA)  | 56e           |
| 176           | Meret Zimmermann (SUI) | 39e           |

| France FRA | France FRA                   | France FRA |
| ---------- | ---------------------------- | ---------- |
| Num        | Coureuse                     | Pos        |
| 1          | Audrey Cordon-Ragot (chrono) | 1re        |
| 2          | Emeline Eustache             | 77e        |
| 3          | Marie Gielen                 | 76e        |
| 4          | Juliette Labous              | 3e         |
| 5          | Léna Gérault                 | 38e        |

| Breizh Ladies ___ | Breizh Ladies ___           | Breizh Ladies ___ |
| ----------------- | --------------------------- | ----------------- |
| Num               | Coureuse                    | Pos               |
| 11                | Jeanne Louise Barbier (FRA) | 71e               |
| 12                | Maina Galand (FRA)          | 28e               |
| 13                | Maryanne Hinault (FRA)      | AB-5              |
| 14                | Typhaine Laurance (FRA)     | 67e               |
| 15                | Célia Le Mouël (FRA)        | 24e               |
| 16                | Cédrine Kerbaol (FRA)       | 40e               |

| UC Vern-sur-Seiche ___ | UC Vern-sur-Seiche ___   | UC Vern-sur-Seiche ___ |
| ---------------------- | ------------------------ | ---------------------- |
| Num                    | Coureuse                 | Pos                    |
| 21                     | Lucie Jounier (FRA)      | 73e                    |
| 22                     | Coralie Houdin (FRA)     | 49e                    |
| 23                     | Amandine Fouquenet (FRA) | 74e                    |
| 24                     | Fanny Le Huitouze (FRA)  | AB-4                   |
| 25                     | Gabrielle Rimasson (FRA) | 81e                    |
| 26                     | Lisa Guerin (FRA)        | 80e                    |

| WNT-Rotor Pro Cycling WNT | WNT-Rotor Pro Cycling WNT | WNT-Rotor Pro Cycling WNT |
| ------------------------- | ------------------------- | ------------------------- |
| Num                       | Coureuse                  | Pos                       |
| 31                        | Kirsten Wild (NED)        | 2e                        |
| 32                        | Laura Asencio (FRA)       | 63e                       |
| 33                        | Claudia Koster (NED)      | AB-5                      |
| 34                        | Lara Vieceli (ITA)        | 13e                       |
| 35                        | Clara Koppenburg (GER)    | 7e                        |
| 36                        | Anna Badegruber (AUT)     | 79e                       |

| Bigla BIG | Bigla BIG                            | Bigla BIG |
| --------- | ------------------------------------ | --------- |
| Num       | Coureuse                             | Pos       |
| 41        | Cecilie Uttrup Ludwig (DEN) (chrono) | 4e        |
| 42        | Mikayla Harvey (NZL)                 | 23e       |
| 43        | Nikola Nosková (CZE) (chrono)        | 21e       |
| 44        | Nicole Hanselmann (SUI) (chrono)     | 36e       |
| 45        | Sophie Wright (GBR)                  | AB-5      |

| FDJ-Nouvelle Aquitaine-Futuroscope FDJ | FDJ-Nouvelle Aquitaine-Futuroscope FDJ | FDJ-Nouvelle Aquitaine-Futuroscope FDJ |
| -------------------------------------- | -------------------------------------- | -------------------------------------- |
| Num                                    | Coureuse                               | Pos                                    |
| 51                                     | Coralie Demay (FRA)                    | 69e                                    |
| 52                                     | Shara Marche (AUS)                     | 9e                                     |
| 53                                     | Charlotte Bravard (FRA)                | 26e                                    |
| 54                                     | Marie Le Net (FRA)                     | 8e                                     |
| 55                                     | Évita Muzic (FRA)                      | AB-5                                   |
| 56                                     | Jade Wiel (FRA)                        | 15e                                    |

| Norvège NOR | Norvège NOR                   | Norvège NOR |
| ----------- | ----------------------------- | ----------- |
| Num         | Coureuse                      | Pos         |
| 61          | Stine Borgli                  | 12e         |
| 62          | Julie Meyer Solvang           | 27e         |
| 63          | Emilie Moberg                 | 25e         |
| 64          | Line Marie Gulliksen (chrono) | 52e         |
| 66          | Birgitte Ravndal              | 47e         |

| Doltcini-Van Eyck Sport DVE | Doltcini-Van Eyck Sport DVE          | Doltcini-Van Eyck Sport DVE |
| --------------------------- | ------------------------------------ | --------------------------- |
| Num                         | Coureuse                             | Pos                         |
| 71                          | Pascale Jeuland-Tranchant (FRA)      | AB-5                        |
| 72                          | Marion Sicot (FRA)                   | 17e                         |
| 73                          | Séverine Eraud (FRA)                 | 6e                          |
| 74                          | Jesse Vandenbulcke (BEL)             | AB-5                        |
| 75                          | Saartje Vandenbroucke (BEL)          | AB-5                        |
| 76                          | Daniela Reis (POR) (route et chrono) | 14e                         |

| Aromitalia Vaiano VAI | Aromitalia Vaiano VAI        | Aromitalia Vaiano VAI |
| --------------------- | ---------------------------- | --------------------- |
| Num                   | Coureuse                     | Pos                   |
| 81                    | Rasa Leleivytė (LTU) (route) | 59e                   |
| 82                    | Nicole Nesti (ITA)           | AB-5                  |
| 83                    | Emilia Matteoli (ITA)        | 58e                   |
| 84                    | Sofia Beggin (ITA)           | 68e                   |
| 85                    | Michela Balducci (ITA)       | AB-5                  |
| 86                    | Letizia Borghesi (ITA)       | 29e                   |

| Bepink BPK | Bepink BPK              | Bepink BPK |
| ---------- | ----------------------- | ---------- |
| Num        | Coureuse                | Pos        |
| 91         | Simona Frapporti (ITA)  | 50e        |
| 92         | Chiara Perini (ITA)     | 41e        |
| 93         | Silvia Valsecchi (ITA)  | AB-5       |
| 94         | Vania Canvelli (ITA)    | 78e        |
| 95         | Nicole Steigenga (NED)  | 37e        |
| 96         | Francesca Pattaro (ITA) | 57e        |

| Grande-Bretagne GBR | Grande-Bretagne GBR | Grande-Bretagne GBR |
| ------------------- | ------------------- | ------------------- |
| Num                 | Coureuse            | Pos                 |
| 101                 | Jessica Roberts     | 5e                  |
| 102                 | Anna Docherty       | 72e                 |
| 103                 | Anna Henderson      | 19e                 |
| 104                 | Nicola Juniper      | 11e                 |
| 105                 | Rhona Callander     | 31e                 |
| 106                 | Lauren Dolan        | AB-5                |

| Biehler Pro Cycling BPC | Biehler Pro Cycling BPC     | Biehler Pro Cycling BPC |
| ----------------------- | --------------------------- | ----------------------- |
| Num                     | Coureuse                    | Pos                     |
| 111                     | Natalie van Gogh (NED)      | 30e                     |
| 112                     | Merel Hofman (NED)          | 65e                     |
| 113                     | Melanie Klement (NED)       | AB-2                    |
| 114                     | Laura van Regenmortel (NED) | 46e                     |
| 115                     | Inez Beijer (NED)           | 75e                     |
| 116                     | Phaedra Krol (NED)          | AB-5                    |

| Bizkaia-Durango BDP | Bizkaia-Durango BDP          | Bizkaia-Durango BDP |
| ------------------- | ---------------------------- | ------------------- |
| Num                 | Coureuse                     | Pos                 |
| 121                 | Lucía González (ESP)         | 20e                 |
| 122                 | Ainara Elbusto (ESP)         | 42e                 |
| 123                 | Cristina Martínez (ESP)      | 18e                 |
| 124                 | Natalie Grinczer (GBR)       | 32e                 |
| 125                 | Enara López Gallastegi (ESP) | 16e                 |
| 126                 | Aroa Gorostiza (ESP)         | 45e                 |

| Eneicue EIC | Eneicue EIC           | Eneicue EIC |
| ----------- | --------------------- | ----------- |
| Num         | Coureuse              | Pos         |
| 131         | Ziortza Isasi (ESP)   | 43e         |
| 132         | Paula Sanmartin (ESP) | 34e         |
| 133         | Mayuko Hagiwara (JPN) | AB-1        |
| 134         | Cristina Pujol (ESP)  | 82e         |
| 136         | Varvara Fasoi (GRE)   | 54e         |

| Russie RUS | Russie RUS                  | Russie RUS |
| ---------- | --------------------------- | ---------- |
| Num        | Coureuse                    | Pos        |
| 141        | Polina Kirillova            | 61e        |
| 142        | Margarita Syrodoeva (route) | 62e        |
| 143        | Galina Tchernychova         | 22e        |
| 144        | Gyunel Mekhtieva            | 51e        |
| 145        | Irina Ivanova               | 44e        |
| 146        | Marina Uvarova              | 33e        |

| Charente-Maritime CMW | Charente-Maritime CMW | Charente-Maritime CMW |
| --------------------- | --------------------- | --------------------- |
| Num                   | Coureuse              | Pos                   |
| 151                   | Marine Quiniou (FRA)  | 35e                   |
| 152                   | Pauline Allin (FRA)   | AB-5                  |
| 153                   | Noémie Abgrall (FRA)  | 53e                   |
| 154                   | Manon Minaud (FRA)    | 66e                   |
| 155                   | Lucie Lahaye (FRA)    | AB-5                  |
| 156                   | Gladys Verhulst (FRA) | AB-5                  |

| Sopela Women's Team SWT | Sopela Women's Team SWT     | Sopela Women's Team SWT |
| ----------------------- | --------------------------- | ----------------------- |
| Num                     | Coureuse                    | Pos                     |
| 161                     | Maria Martins (POR)         | 60e                     |
| 162                     | Ariadna Trias (ESP)         | 70e                     |
| 163                     | Mireia Trias (ESP)          | 64e                     |
| 164                     | Amaia Malasetxebarria (ESP) | AB-4                    |
| 165                     | Alexandra Moreno (ESP)      | NP-2                    |
| 166                     | Sofía Rodríguez (ESP)       | NP-2                    |

| Bio Frais ___ | Bio Frais ___          | Bio Frais ___ |
| ------------- | ---------------------- | ------------- |
| Num           | Coureuse               | Pos           |
| 171           | Clara Copponi (FRA)    | 10e           |
| 172           | Camille Devi (FRA)     | AB-5          |
| 173           | Annabel Fisher (GBR)   | 48e           |
| 174           | Valentine Fortin (FRA) | 55e           |
| 175           | Aline Guglielmi (FRA)  | 56e           |
| 176           | Meret Zimmermann (SUI) | 39e           |